# Slovénie au Concours Eurovision de la chanson 2013
La Slovénie est l'un des trente-neuf pays participants du Concours Eurovision de la chanson 2013, qui se déroule à Malmö en Suède. Le pays est représenté par la chanteuse Hannah Mancini et sa chanson Straight into Love, sélectionnés en interne par le diffuseur RTVSLO. Le pays échoue en demi-finale et termine 16e et dernière de sa demi-finale avec seulement 8 points.

## Sélection
Le diffuseur slovène RTVSLO confirme sa participation à l'Eurovision 2013 le 23 janvier 2013. Le 1er février 2013, le diffuseur annonce que le pays sera représenté par Hannah Mancini. C'est seulement la deuxième fois que le pays sélectionne l'artiste qui le représente en interne. La chanson que la chanteuse interprétera au concours, Straight into Love, est publiée le 14 février 2013.

## À l'Eurovision
À l'Eurovision, la Slovénie participe à la première demi-finale le 14 mai 2013. Elle s'y classe 16e et dernière avec seulement 8 points, échouant donc à se qualifier à la finale.